# Aan (rivier)
De Aan is een rivier die stroomt door het Zuidereiland van Nieuw-Zeeland.
De Aan stroomt vanuit het Innesmeer in de Tasmanzee aan de zuidkust van het Zuidereiland.